# Shamash-shum-ukin
Šamaš-šum-ukin was koning van Babylon van 669 tot 648 v.Chr. Hij was de tweede zoon van koning Esarhaddon van Assyrië. Zijn oudere broer, kroonprins Sin-iddina-apla was overleden in 672 v.Chr. en in zijn plaats werd de derde zoon Assurbanipal kroonprins en later koning van Assyrië, terwijl Shamash-shum-ukin kroonprins bleef van Babylonië. Gouverneurs en vazallen moesten een eed zweren om dit te accepteren en om de broers te helpen om hun respectievelijke troon te behouden na de dood van Esarhaddon.

## Opvolging
Toen Esarhaddon onverwachts stierf tijdens een expeditie tegen rebellerend Egypte in 669, kwam dankzij het doortastende optreden van Naqi'a-Zakutu, weduwe van Sennacherib, Assurbanipal op de troon, ondanks tegenstand van leden van het hof en een deel van de priesters. Shamash-shum-ukin, de oudere broer, werd onderkoning van Babylonië. Deze regeling was duidelijk bedoeld om de Babyloniërs te vleien door ze de schijn van onafhankelijkheid te geven. Dit werkte niet, doordat Shamash-shum-ukin meer Babylonisch werd dan zijn onderdanen en beweerde af te stammen van de heersers waarvan het rijk zich ooit uitstrekte tot de Middellandse Zee.

## Babylonië
Het Babylonische gebied bestond uit Babylon, Borsippa, Kutha en Sippar. Terwijl Shamash-shum-ukin in theorie de soevereine heerser was van het zuiden, had Assyrië een garnizoen in Nippur en een aantal gouverneurs probeerden in de gunst te komen van Assyrië. Brieven van Sin-balassu-iqbi, gouverneur van Ur, tonen aan dat hij in de gunst probeerde te komen van Assurbanipal.
Assurbanipal speelde een rol in de restauratie van heiligdommen in het zuiden. Een stèle, nu in Londen, herdenkt zijn hulp bij de restauratie van E-sagila (de toren van Babel), een andere vertelt over hoe hij de Nabu-tempel in Borsippa herstelde. Zelfs het Sumerisch werd hersteld als de officiële taal. 

## Broederstrijd
In mei 652 v.Chr. rebelleerde Shamash-shum-ukin. De redenen zijn volledig onbekend, aangezien er geen Babylonische bronnen bewaard zijn gebleven. Nabu-bel-shumate, gouverneur van Hararate, de Elamieten, de Chaldeeën in het zuiden, de koningen van Guti, Amurru en Melukka en stammen uit de Arabische woestijn steunden hem.
Na twee jaar werden Babylon en Borsippa belegerd en werd Elam verslagen. Babylon gaf zich over in juni 648 v.Chr. wegens hongersnood. Uit bronnen blijkt zelfs kannibalisme. Shamash-shum-ukin gooide zichzelf in zijn brandende paleis, herinnerd  door de Grieken in het verhaal van Sardanapalus.
Zijn opvolger op de troon van Babylon was Kandalanu (647-627). 